# Terje Gjengaar
Terje Gjengaar (24 października 1956) – norweski kolarz szosowy i torowy, brązowy medalista szosowych mistrzostw świata.

## Kariera
Największy sukces w karierze Terje Gjengaar osiągnął w 1983 roku, kiedy wspólnie z Hansem Petterem Ødegårdem, Dagiem Hopenem i Tomem Pedersenem zdobył brązowy medal w drużynowej jeździe na czas na szosowych mistrzostwach świata w Altenrhein. Był to jednak jedyny medal wywalczony przez niego na międzynarodowej imprezie tej rangi. Indywidualnie najlepszy wynik osiągnął podczas mistrzostw świata w Colorado Springs w 1986 roku, gdzie wśród amatorów zajął 77. miejsce. Ponadto w 1983 roku zdobył brązowy medal mistrzostw kraju, a dwa lata później wywalczył także medal na torze, wraz z kolegami zwyciężając w drużynowym wyścigu na dochodzenie. Nigdy nie wystąpił na igrzyskach olimpijskich.